# Teresa (Alt Palància)
Teresa, també conegut com a Teresa de Begís, i en la parla xurra, Tresa, és un municipi del País Valencià que es troba a la comarca de l'Alt Palància.

## Geografia
El terme està situat en la vall alta del riu Palància, en l'angle que formen les serres de serra d'Andilla, Javalambre i serra de Pina, sent per tant molt muntanyós. Entre totes destaquen les altures del Franco, el Cerro Gordo, Roya i Chavi, cap de les quals supera els 900 metres d'altura. Compta amb gran quantitat de fonts, com ara la Pipa, el Batà, Royo, la Grillera, Contis, Berro, la Bailaora, Peral, el Nano, Rabosera i del Río.

### Localitats limítrofes
Limita amb Begís, Toràs, Viver, Xèrica i Sacanyet, totes elles de la mateixa comarca.

### Accessos i comunicacions
Des de la ciutat de València, s'accedix a Teresa prenent la A-23 (denominada Autovia Mudèjar), continuant per la N-234 i, posteriorment, a l'altura de Viver, es pren a l'esquerra la CV-235. Està situada a 86,6 km de Castelló de la Plana, 85,5 de València i 73,8 de Terol.
Compta amb una línia d'autobús diari a Castelló de la Plana.

## Història
Al seu terme s'han trobat restes de l'edat del bronze, en els jaciments de la Penya de la Dueña, i al cim del Cerro Alto de la Gambalia. Igualment s'han trobat restes de ceràmica ibèrica en la cova de los Muertos i l'Alto Losar. També diverses troballes certifiquen el poblament del lloc en època romana. Posteriorment, Teresa va passar a dominació àrab, fins a la conquesta de Pere Fernàndez d'Azagra, senyor d'Albarrasí, qui va concedir la jurisdicció civil de la localitat a l'orde de Calatrava i la religiosa al bisbat de Sogorb.

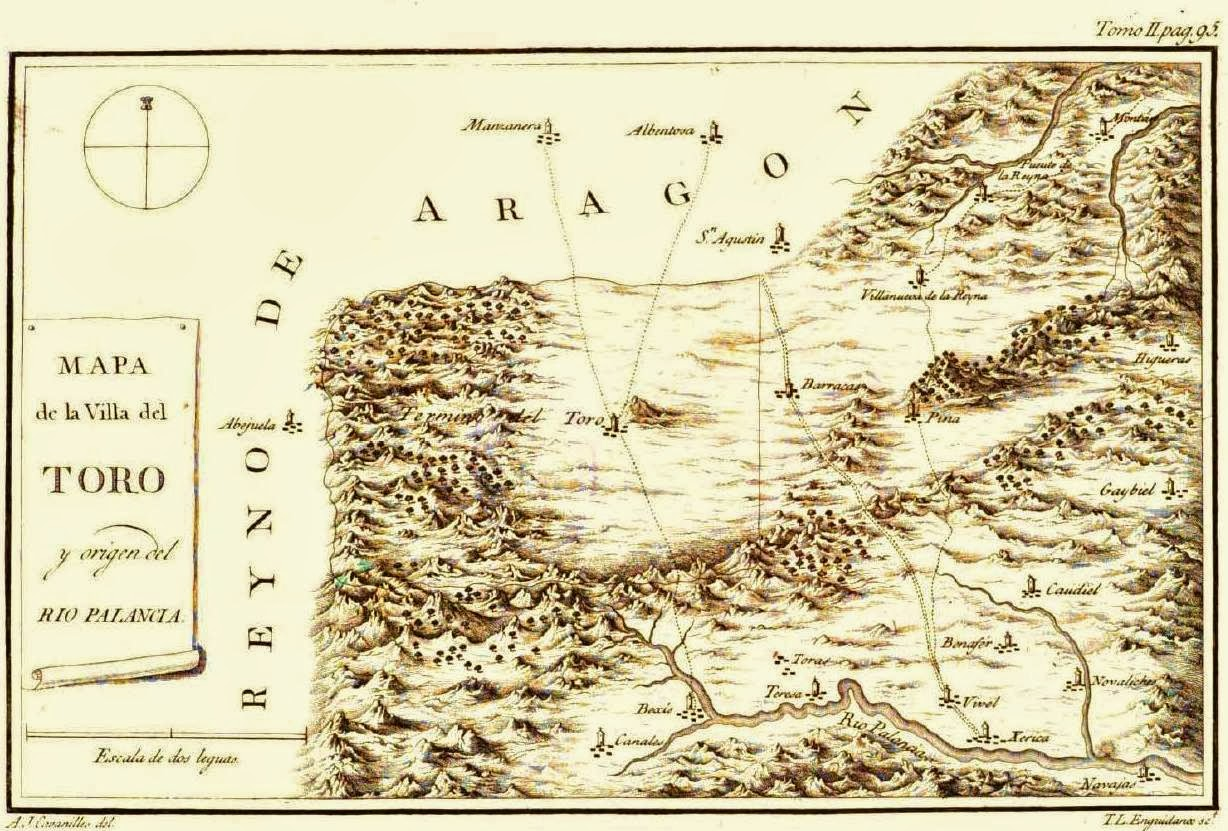
Mapa de l'Alt Palància en les Observacions de Cavanilles

Cavanilles, en el seu llibre Observaciones sobre la historia natural, geografia, agricultura, población y frutos del Reyno de Valencia, escrit a finals del segle xviii, explica que Teresa està situada en una vall, prop del riu Palància, que té un clima sec i també diu que té belles hortes. Cavanilles també diu que té camins escarpats, corbes i revoltes. Teresa té termes en comú amb Sacanyet, Begís i Toràs. Segons Cavanilles les principals activitats econòmiques eren la ramaderia ovina i equina, i l'agricultura amb boscs fruiters, cirerers, vinyes i sembrats. La impressió de Cavanilles sobre Teresa era positiva, ja que definia al poble amb adjectius com ara preciós o bonic.
Segons el Diccionari de Madoz Teresa està situada a la riba esquerra del riu Palància i és una vila muntanyosa, ja que està situat entre dues serralades, protegida dels vents del nord, del sud i de l'oest. També explica que el clima és bastant temperat i saludable. Hi havia 260 cases de mala fabricació i una escola d'instrucció primària, per al sosteniment de la qual hi havia una capellania. L'ajuntament pertanyia a la província de Castelló de la Plana, partit judicial de Viver, ciutat de València, diòcesi de Sogorb. L'església (Mare de Déu De l'Esperança) estava servida per un capellà de primer ascens i patronat real. Els camins portaven pel nord a Toràs; per l'est, a Viver; i per l'oest i el sud, a Begís. Els principals cultius eren el blat, l'ordi, la dacsa, la vinya, l'olivera, els llegums i les verdures i bestiar oví i cabrum. En aquella època Teresa tenia 262 veïns.
Fon aldea de Begís fins a l'any 1842, quan se li va atorgar municipi propi. Demogràficament es troba en franca regressió amb una forta emigració cap a zones industrials de València i la Plana de Castelló.

## Demografia
| 1900  | 1910 | 1920  | 1930 | 1940 | 1950 | 1960 | 1970 | 1981 | 1991 | 2000 | 2005 | 2007 |
| ----- | ---- | ----- | ---- | ---- | ---- | ---- | ---- | ---- | ---- | ---- | ---- | ---- |
| 1.052 | 981  | 1.015 | 889  | 818  | 898  | 753  | 640  | 463  | 369  | 345  | 341  | 311  |

## Economia
Basada tradicionalment en l'agricultura i la ramaderia, s'ha desenvolupat una xicoteta indústria artesanal de patés. És també focus de turisme rural pel seu agradable clima estiuenc.

## Alcaldia
Des de 2003 l'alcalde de Teresa és Juan Ernesto Pérez Calatayud del Partit Socialista del País Valencià (PSPV).
| Període                       | Alcalde o alcaldessa                             | Partit polític | Data de possessió     | Observacions |
| ----------------------------- | ------------------------------------------------ | -------------- | --------------------- | ------------ |
| 1979–1983                     | Emilio Alcaide Alcaide                           | UCD            | 19/04/1979            | --           |
| 1983–1987                     | Joaquín Martín Macian                            | PSPV-PSOE      | 28/05/1983            | --           |
| 1987–1991                     | Francisco Tomás Flor                             | PSPV-PSOE      | 30/06/1987            | --           |
| 1991–1995                     | Enrique Rodríguez Baixeras Vicente López Palomar | EUPV           | 15/06/1991 20/11/1992 | n/d --       |
| 1995–1999                     | Vicente López Palomar                            | EU-EV          | 17/06/1995            | --           |
| 1999–2003                     | Francisco Maestre Clemente                       | PP             | 03/07/1999            | --           |
| 2003–2007                     | Juan Ernesto Pérez Calatayud                     | PSPV-PSOE      | 14/06/2003            | --           |
| 2007–2011                     | Juan Ernesto Pérez Calatayud                     | PSPV-PSOE      | 16/06/2007            | --           |
| 2011–2015                     | Juan Ernesto Pérez Calatayud                     | PSPV-PSOE      | 11/06/2011            | --           |
| 2015–2019                     | Juan Ernesto Pérez Calatayud                     | PSPV-PSOE      | 13/06/2015            | --           |
| 2019-2023                     | Juan Ernesto Pérez Calatayud                     | PSPV-PSOE      | 15/06/2019            | --           |
| Des de 2023                   | n/d                                              | n/d            | 17/06/2023            | --           |
| Fonts: Generalitat Valenciana |                                                  |                |                       |              |

## Monuments

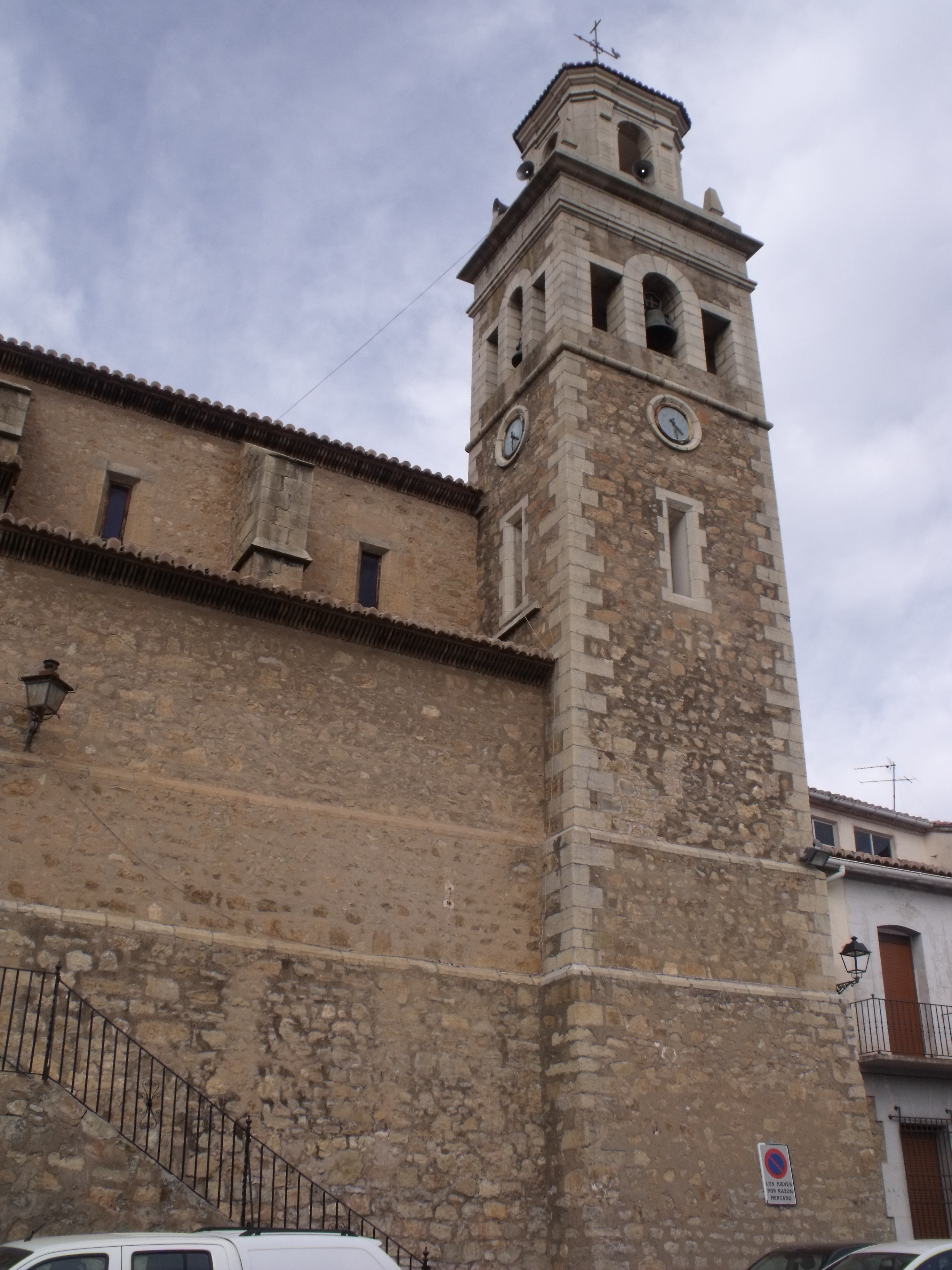
Església

- Església de Nostra Senyora de l'Esperança. Dels segles XV al XVII. El temple posseïx una sola nau sòlida entre contraforts, voltes de tradició gòtica i capelles. Un bell pòrtic emmarca la plaça.

- Ajuntament.

## Llocs d'interés
- Mina del barranc del Arco. Amb antics forns de guix rehabilitats.
- Refugi de l'Aigua. Situat en el Cerro Gordo. És un respirador amb abundants corrents d'aigua que surten d'un brollador.
- El Arco.

## Festes i celebracions
- Festa de los Mozos. De l'1 al 8 de novembre.
- Festa del Corpus. De l'1 al 15 de juliol.
- Festes patronals. En honor de la Verge de l'Esperança i Sant Roc. Del 14 al 22 d'agost.
- Romiatge a la Verge de la Santa Cova. Segon dissabte de maig.
- Sant Isidre Llaurador. El 15 de maig.
- Santa Teresa. El 15 d'octubre.